# La Terre et le Moulin
La Terre et le moulin est une mini-série française en trois épisodes de 52 minutes, réalisée par Jacques Ertaud d'après le roman de Georges Coulonges et diffusée à partir du 13 septembre 1984 sur TF1.

## Synopsis
Dans le Quercy, Marie-Paule Nadal hérite de la vieille propriété agricole de son père. Mais les temps sont durs et la terre peu rentable.
Des voisins peu scrupuleux cherchent par tous les moyens à récupérer ces 30 hectares : marier Marie-Paule, lui proposer un maigre butin... Mais le cœur de Marie-Paule balance pour Pierre, un agriculteur à qui tout réussit. Mais ni l'un ni l'autre ne veut abandonner la terre de ses ancêtres...

## Distribution
- Agnès Torrent : Marie-Paule Nadal
- Bernard Malaterre : Pierre
- Henri Génès : le boulanger
- Anne-Marie Bacquié : Marcelle Bordenave
- Lucien Barjon : Adrien Barraste
- Andrée Laberty : Jeanne Soubret
- Bernard Malaka : Raymond Bordenave
- Gilberte Rivet : La Sauvine
- Yvon Sarray : Charles Bordenave
- Pierre Nougaro.

## Commentaires
Bien que courte, cette mini-série, adaptée du roman de Georges Coulonges (également auteur de la série des Pause café), a marqué les mémoires et a obtenu une audience considérable en cet été 1984.
Cette mini-série semble être l'ébauche de la saga de l'été. Son histoire en a toutes les ficelles. Une héroïne de son temps qui veut défendre sa terre face à des voisins peu scrupuleux, une passion dévorante et un lieu figé, source de toutes les rancœurs. 
Elle n'en est pourtant pas le stéréotype dans sa forme puisque c'est une mini-série courte (3 épisodes de 52 minutes) et par conséquent, ne tient pas en haleine pendant plusieurs semaines comme le ferait une saga.
La chanson du générique est interprétée par la chanteuse Mannick.